# Casa al carrer Flavià, 8 (Valls)
La Casa al carrer Flavià, 8 és una obra de Valls (Alt Camp) protegida com a Bé Cultural d'Interès Local.

## Descripció
Es tracta d'un edifici entre mitgeres, de quatre altures; planta baixa i tres pisos. La casa, de façana molt estreta i de gran altura, presenta notables modificacions contemporànies que han alterat la fesomia originària. Destaca, però, la llinda de fusta del portal d'accés amb la data 1731, indicació clau per a la datació del immoble.